# Chris Maris
Chris Maris, född 1962, är en brittisk filmfotograf. Han utbildade sig på North Staffordshire Polytechnic (BA) och fick sedan en MA i Film från Royal College of Art. Maris studerade även på Statens filmskola, VGIK, i Moskva. Han är bosatt i Sverige och Storbritannien. 

## Filmografi i urval
- 2017 Happy Street (TV-serie), regi Therese Ahlbeck
- 2014 Chernobyl: Xona otuchuzhdeniya (TV-serie i åtta delar), regi Anders Banke
- 2011 21 (kortfilm), regi Csaba Bene Perlenberg
- 2009 Wake Wood
- 2009 Polisstyrka X7, regi Anders Banke
- 2008 Cravings (kortfilm), regi Christian Hallman
- 2006 Frostbiten, regi Anders Banke
- 2004 John Howe: There and back again (dokumentär)
- 2002 Where were we... (kortfilm)
- 2002 Journey man (kortfilm), regi Dictyinna Hood
- 1995 Women Agree (kortfilm), regi Alan Entwistle
- 1992 Blackout, regi Paulita Sedgewick